# Ionuț Radu
Ionuț Florin Radu (sinh ngày 17 tháng 8 năm 1991) là một cầu thủ bóng đá người România thi đấu ở vị trí tiền đạo cho Concordia II Chiajna.